# Camille Pissarro
Camille Pissarro, geboren als Jacob Abraham Pizarro (Charlotte Amalie, 10 juli 1830 – Parijs, 12 november 1903) was een Frans impressionistisch kunstschilder. Pissarro was altijd op zoek naar nieuwe vormen en werd zo een van de meest vernieuwenden onder de impressionisten.

## Biografie

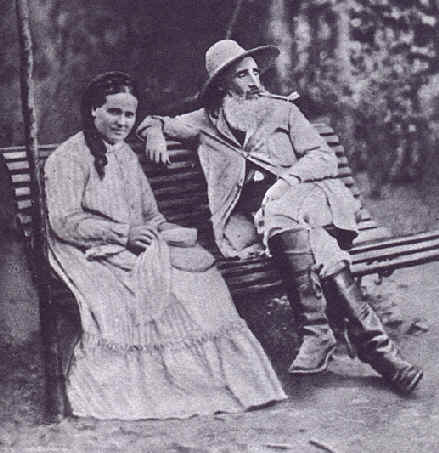
Pissarro en zijn echtgenote Julie in Pontoise (1877)

Pissarro werd geboren op Saint Thomas, een van de Maagdeneilanden, die tot 1917 een Deense kolonie waren. Zijn hele leven behield hij de Deense nationaliteit. Zijn vader was een welvarend koopman. De familie, van origine Frans en joods, had zich enige jaren voor zijn geboorte op Saint Thomas gevestigd.
Pissarro bezocht tussen 1842 en 1847 een kostschool in Passy bij Parijs. Bij zijn terugkeer naar Saint Thomas bleek hij geen interesse te hebben voor het familiebedrijf. Hij bracht zijn tijd door met het schilderen van de pittoreske haven, ook al had hij geen opleiding als kunstschilder genoten. In 1851 maakte hij kennis met de Deense kunstenaar Fritz Melbye. In 1852 vertrok Pissarro met hem naar Venezuela, waar hij twee jaar een schilderstudio met hem deelde in Caracas.
Eind 1855 vestigde hij zich in Frankrijk. Hij kwam aan in Parijs tijdens de Wereldtentoonstelling. Daar maakte hij voor het eerst kennis met het werk van grote 19e-eeuwse schilders als Delacroix en Ingres, dat hij enkel kende uit boeken. Op advies van Camille Corot, wiens landschappen hij bewonderde, ging hij schilderen in stadjes en dorpen rond Parijs. In de jaren 1860 zocht hij net als de andere latere impressionisten officiële erkenning. Hij slaagde er ook in werk tentoongesteld te krijgen op de officiële Salons, voor het eerst in 1859. In 1863 nam hij deel aan de Salon des Refusés. In 1864 (De oevers van de Marne), 1865 (De oevers van de Marne in Chennevières), 1866, 1868, 1869 en 1870 had hij een of meerdere werken op de Salon. Op de Salon van 1868 was hij aanwezig met twee doeken: L'Hermitage en Jallais Hille, Pontoise. Émile Zola loofde deze schilderijen en hun schilder voor zijn zelfzekere techniek en de diepmenselijkheid van zijn werk. 
In 1861 leerde hij Claude Monet en Paul Cézanne kennen op de Académie Suisse. In 1866 ging hij wonen in het gehucht L'Hermitage in Pontoise en in 1869 in Louveciennes.  
Tijdens de Frans-Duitse Oorlog (1870-1871) en de daarop volgende Commune van Parijs week Pissarro, na een kort verblijf in Bretagne, net als Monet, Charles-François Daubigny en François Bonvin uit naar Londen. Daar huwde hij met Julie Vellay (1838-1926), bij wie hij al een zoon en een dochter had. In 1871 keerde hij terug naar Louveciennes. Zij huis daar was geplunderd door soldaten en van de 1500 schilderijen die hij in de afgelopen twintig jaar had geschilderd, vond hij er maar veertig terug. In 1872 vestigde hij zich weer in Pontoise. In de omgeving, bij Osny en Auvers-sur-Oise, schilderde hij vaak samen met Cézanne en Armand Guillaumin.
In 1874 nam hij deel aan de Eerste tentoonstelling van de impressionisten. Daarna volgden ook de andere zeven tentoonstellingen, in 1876, 1877, 1879, 1880, 1881, 1882 en 1886. Pissarro was de enige die aan alle acht tentoonstellingen van de impressionisten deelnam. Vanaf 1874 verbleef hij regelmatig in Foucault in Bretagne bij zijn vriend Ludovic Piette, tot diens dood in 1877. Het jaar erop betrok Pissarro een studio in Parijs, in de Rue des Trois-Frères.
In de jaren 1880 sloot hij zich aan bij een jongere generatie kunstenaars, onder wie Georges Seurat, Paul Signac, en zijn eigen zoon Lucien. In 1883 bezocht Pissarro voor het eerst Rouen, een stad waar hij in de volgende jaren vaak zou terugkomen. Het jaar erop vestigde hij zich kort in Osny en daarna in Éragny. In die plaats kocht zijn vrouw in 1892 een woning. In de bijhorende boomgaard richtte Pissarro zijn schilderstudio in. In 1885 volgden de ontmoetingen met de pointillisten Signac en Seurat, die op stijlvlak beslissende invloed zouden uitoefenen. Als lid van de neo-impressionisten nam hij tussen 1885 en 1891 deel aan verschillende avant-gardetentoonstellingen in Parijs en Brussel. Door een oogziekte kon hij vanaf de jaren 1890 niet meer in weer en wind buiten werken. Hij schilderde meer en meer vanachter de ramen van huizen en hotels. Ook ging hij meer stadsgezichten schilderen.

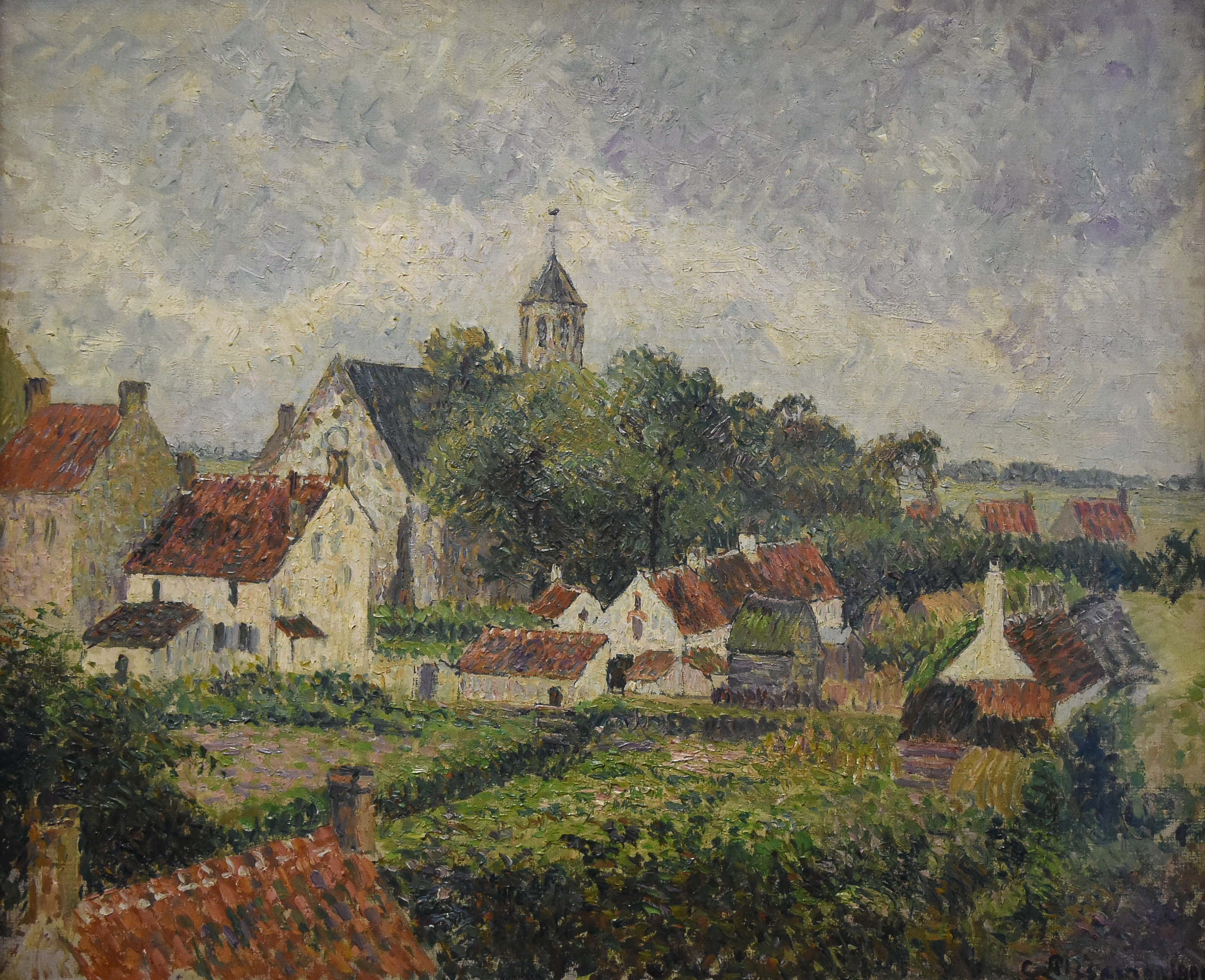
Het dorp Knokke, 1894 (Petit Palais, Parijs)

In juni 1894 reisde Pissarro naar België. Hij moest na de moord op president Marie François Sadi Carnot zijn reis naar België verlengen. Hij was als sympathisant van de anarchisten bekend bij de autoriteiten en vreesde de represailles van de overheid na de anarchistische moordaanslag. Tijdens de zomermaanden verbleef hij in het kustdorp Knokke, dat hij als onderwerp nam in minstens dertien schilderijen.
Pissarro bleef actief tot zijn dood in 1903 in Parijs. Bij leven kende zijn werk weinig succes en tijdens bepaalde periodes van zijn carrière kende hij financiële moeilijkheden. Hij werd 73 jaar. Hij liet een zeer omvangrijk oeuvre na. Zijn familiegraf bevindt zich op de Parijse begraafplaats Père-Lachaise.

### Correspondentie
Zijn meer dan 800 brieven werden in 1975 geveild. Deze waren vooral gericht aan zijn zoon Lucien Pissarro (1863-1944), die zich in 1883 als kunstschilder in Engeland had gevestigd en in stijl en keuze van onderwerp sterk beïnvloed werd door zijn vader. Pissarro bezocht zijn zoon in Engeland in 1890, 1892 en 1897. Pissarro correspondeerde ook met kunsthandelaar Paul Durand-Ruel.

## Rol binnen het impressionisme
Pissarro was een sleutelfiguur binnen de impressionisten. Als enige stelde hij werk tentoon op alle acht impressionistische tentoonstellingen tussen 1874 en 1886. Hij was ook een theoreticus van het impressionisme. Hij was ook een verbindende figuur die vriendschapsbanden onderhield met veel verschillende schilders, zoals met Degas, Cézanne en Gauguin die bekend stonden om hun moeilijk karakter. Toch was Pissarro geen typevoorbeeld van de impressionistische schilder. Hij werd buiten Frankrijk geboren en werkte een groot deel van zijn leven buiten Parijs. Hij was ook meer politiek geëngageerd dan de meeste impressionisten. Hij had sympathie voor de anarchistische beweging in Frankrijk en was bekend met het werk van Proudhon, Kropotkin en Reclus, maar hij was niet politiek actief.

## Werk

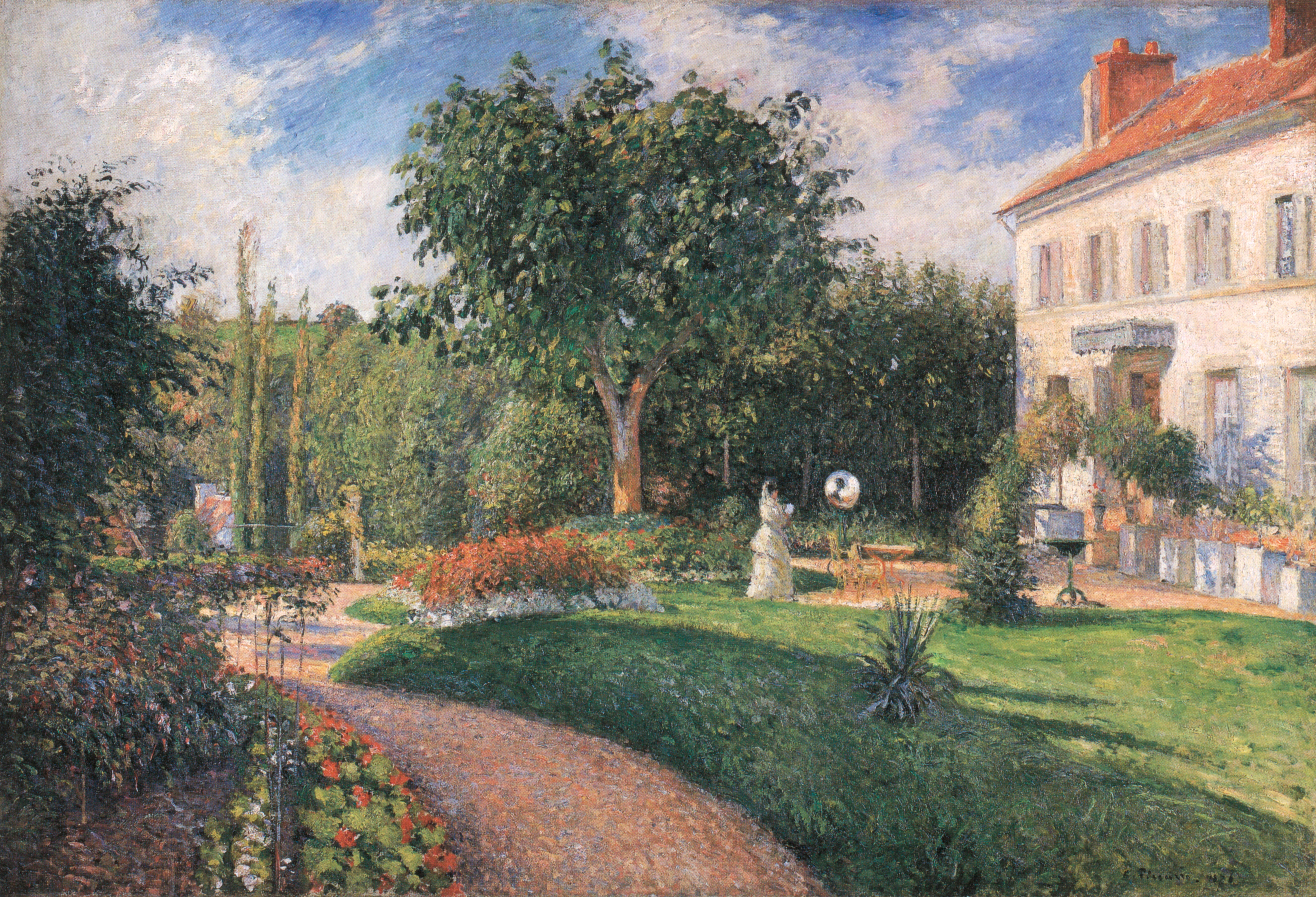
Le Jardin des Mathurins, Pontoise, 1876

Al in zijn vroege periode op Saint Thomas en in Caracas legde Pissarro zich toe op het schilderen van landschappen. Weinig werk uit deze periode is overgeleverd. Zijn schilderijen uit deze periode zijn weinig opmerkelijk maar zijn schetsen tonen en groot gemak en zelfverzekerdheid van uitvoering. In deze periode ontwikkelde hij al zijn strenge werkethos en zijn zin tot voortdurende vernieuwing van zijn stijl. Bij zijn aankomst in Frankrijk in 1855 werd hij sterk beïnvloed door Corot en door de schilders van de school van Barbizon. Een voorbeeld is De oevers van de Marne (1864) dat de directe invloed van Corot weerspiegelt. Maar hij werd ook beïnvloed door Daubigny en door Courbet. Van die laatste nam hij het schilderen met het paletmes over, dat kenmerkend werd voor zijn eigen stijl. In de jaren 1860 creëerde hij zijn eerste meesterwerken in een eigen, originele stijl. In deze werken is de verf dik aangebracht en zijn de kleuren somber.
Tijdens zijn verblijf in Engeland in de vroege jaren 1870 stond Pissarro sterk onder invloed van Monet. Pissarro en Monet ondergingen op hun beurt sterk de invloed van de werken van Turner en Constable. Zo kwamen zij tot een volledig impressionistische lichtschildering. Pissarro's schildertoets werd lichter en meer spontaan en zijn kleuren werden lichter en minder breed aangezet. In zijn composities maakte hij veel gebruik van lage horizonten en diagonale perspectieflijnen. In deze landschappen en ook in de stillevens en familieportretten die hij in deze periode schilderde, benaderde hij het dichtst de archetypische impressionistische stijl.
Onder invloed van de samenwerking met Cézanne veranderde de schilderstijl van Pissarro. Zijn toets werd agressiever: de penseelstreken werden breder en krachtiger en de verf werd dik op het canvas aangebracht. Zijn kleuren werden donkerder en minder gevarieerd. Pissarro werd zich bewust dat deze overdadige manier van schilderen de leesbaarheid van zijn schilderijen bemoeilijkte en hij was ook niet tevreden over de eentonige kleuren. Hij vond een oplossing in de theorieën van Seurat en Signac over het scheiden van kleuren op wetenschappelijk basis. Aan het einde van de jaren 1870 en het begin van de jaren 1880 schakelde hij over naar korte, nerveuze penseeltoetsen met zuivere en heldere kleuren. Hij ging zijn kleuren opdelen, zoals in zijn werk Le Jardin des Mathurins, Pontoise (1876) waarin het zonovergoten pad bestaat uit blauwe, witte, gele en roze penseelstreken (pointillisme). Tussen 1885 en 1890 kwam hij zij tot een neo-impressionistische stijl. Vanaf 1880 was ook zijn keuze van onderwerpen breder geworden door meer te reizen. Hij schilderde stads- en havengezichten onder invloed van allerlei weersinvloeden zoals mist, regen en zonneschijn. Ook de rol van de menselijke figuren in zijn landschappen veranderde. Van louter onderdeel van het landschap werden de afgebeelde figuren nauwkeuriger neergezet en kwamen ze meer op de voorgrond. En de compositie van zijn landschapsschilderijen veranderde. De horizonlijn kwam hoger te liggen zodat de verschillende landschapselementen in stroken boven elkaar kwamen te liggen en het gevoel van diepte verloren ging.
Maar tegen 1890 groeide zijn ongenoegen over de arbeidsintensieve arbeid in de studio die de neo-impressionistische techniek vereiste. Hij keerde in de jaren 1890 terug naar de techniek die hij in de jaren 1870 had gebruikt. Hij gaf toen de voorkeur aan een soepeler stijl, die hem beter in staat stelde zijn idee van de natuur te vatten. Hij smeerde de verf weer dik op het doek. Er verschenen nieuwe onderwerpen in zijn werk, deels ten gevolge van zijn oogziekte. In zijn gezichten van Parijs, Rouen, Le Havre en Dieppe toont hij de wisselende effecten van het licht en het weer, en de dynamiek van de moderne stad.

## Galerij

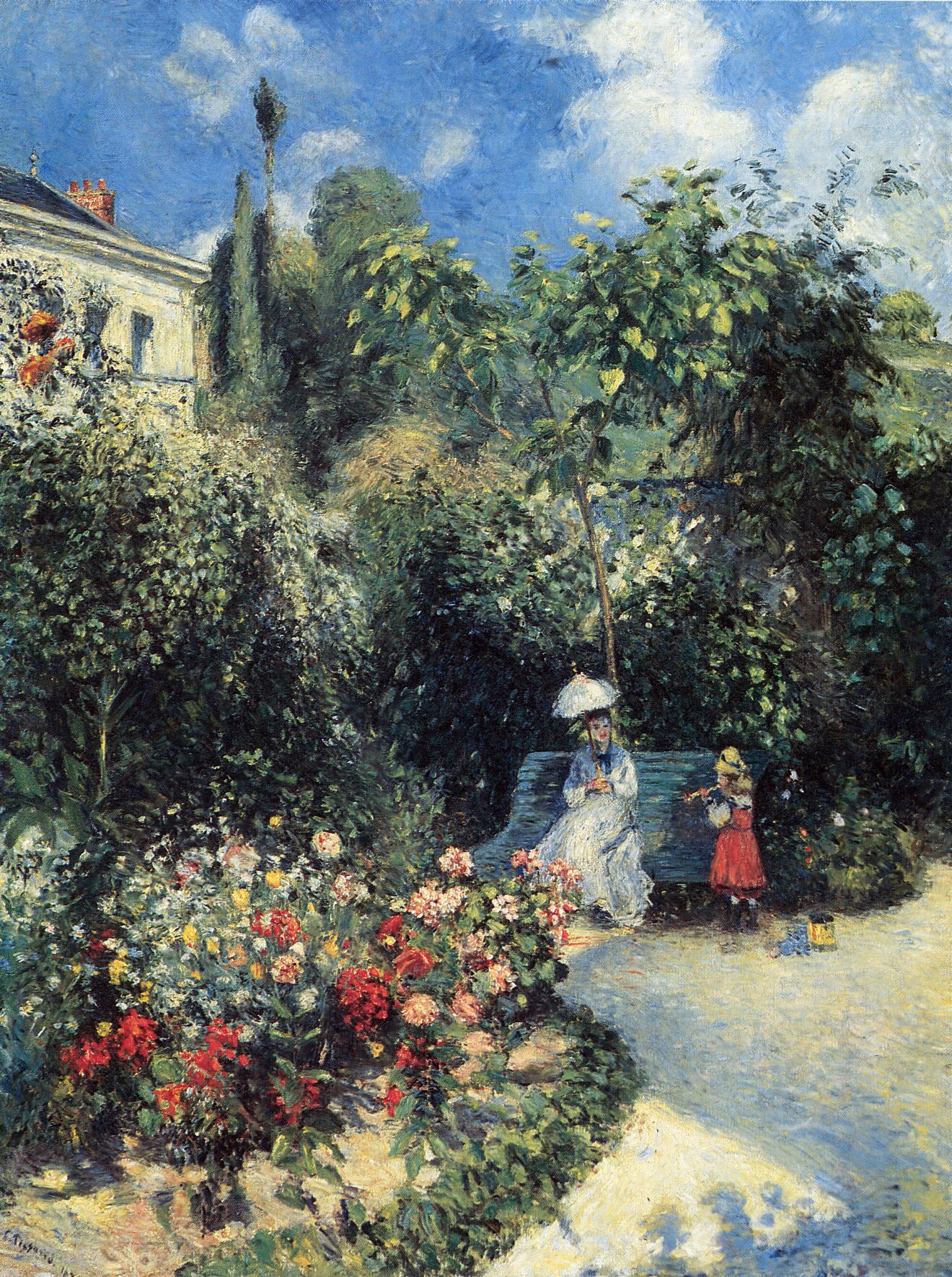
Le Jardín de Pontoise, 1877
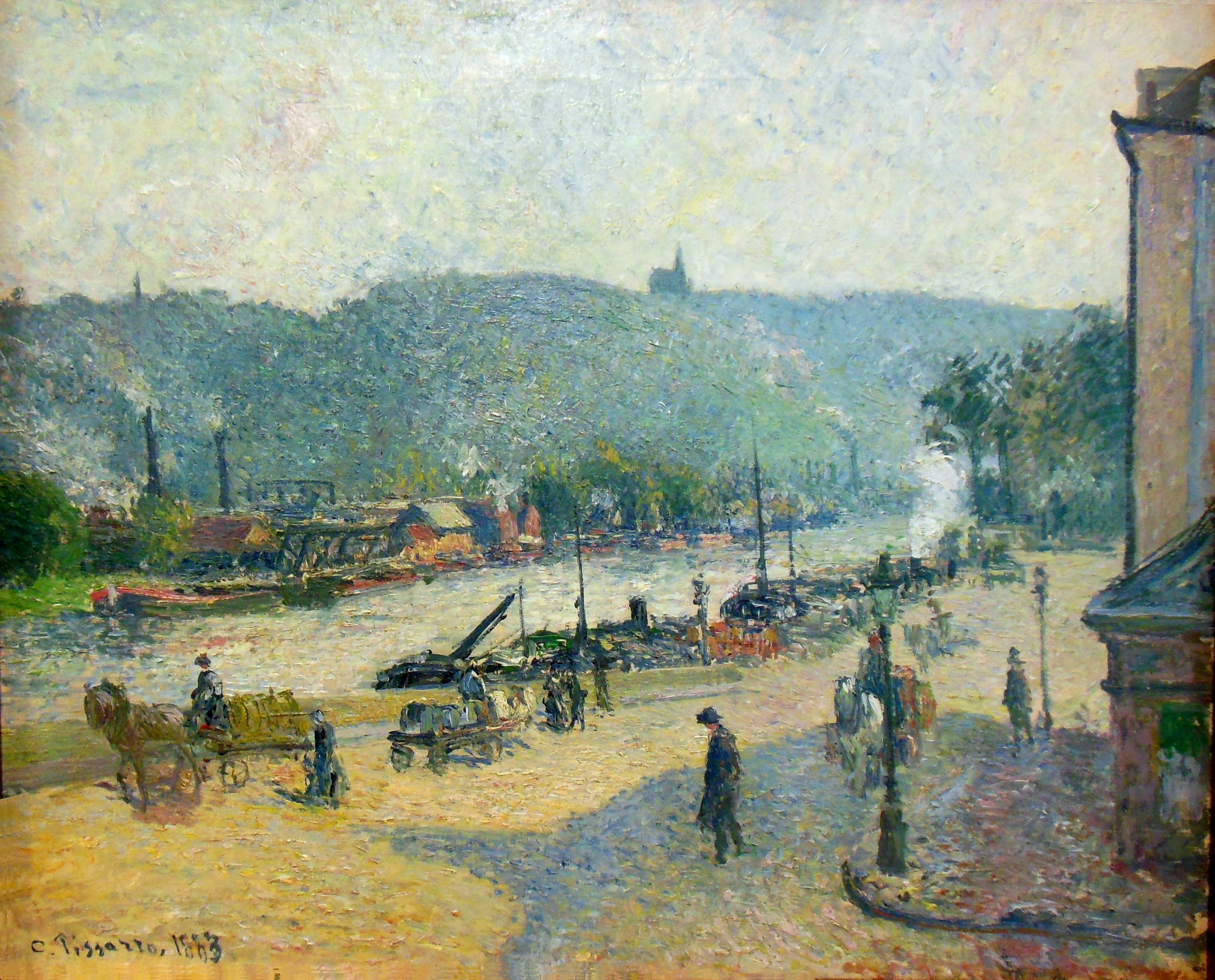
Place Lafayette, Rouen, 1883
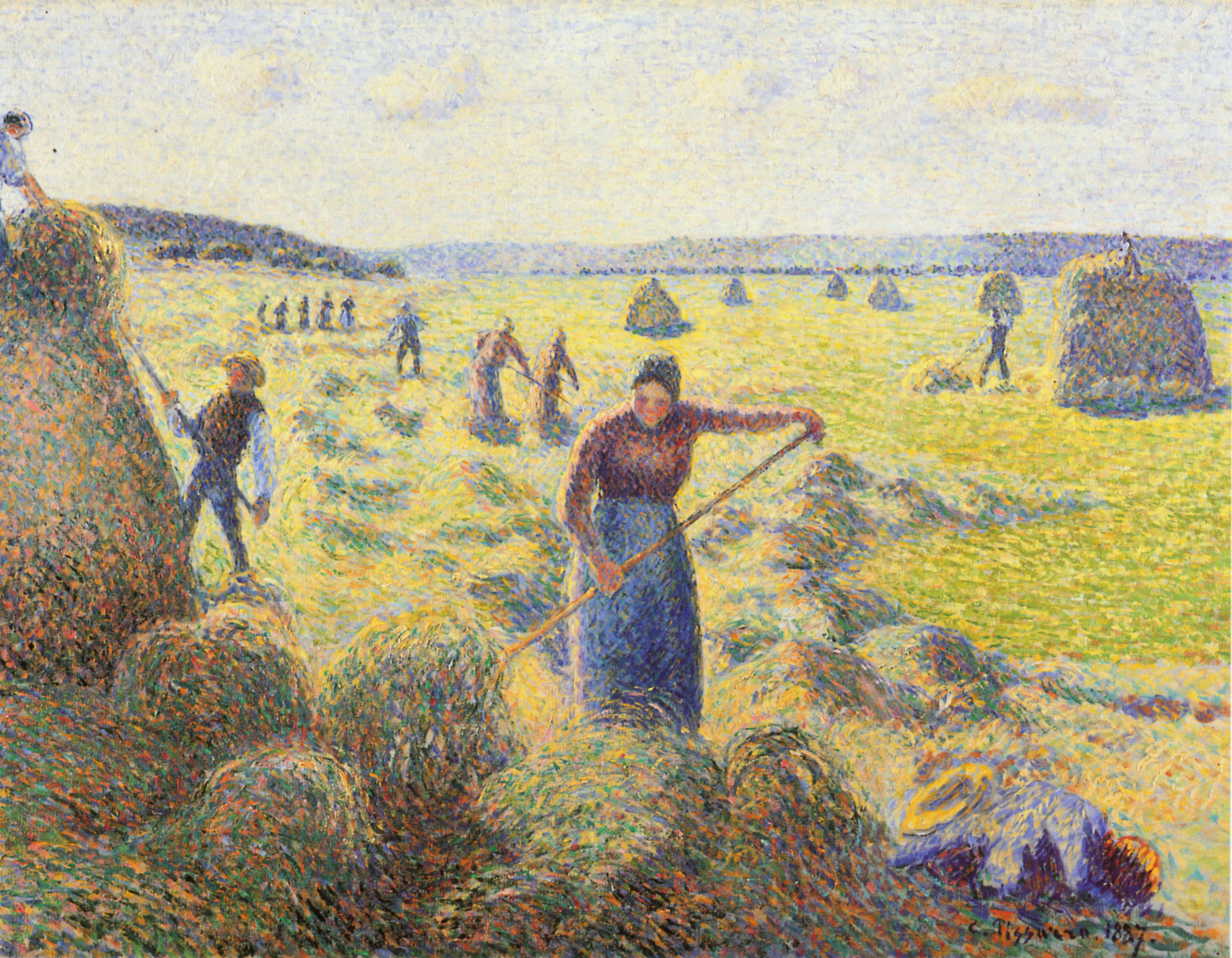
Het Hooien - Éragny, 1887
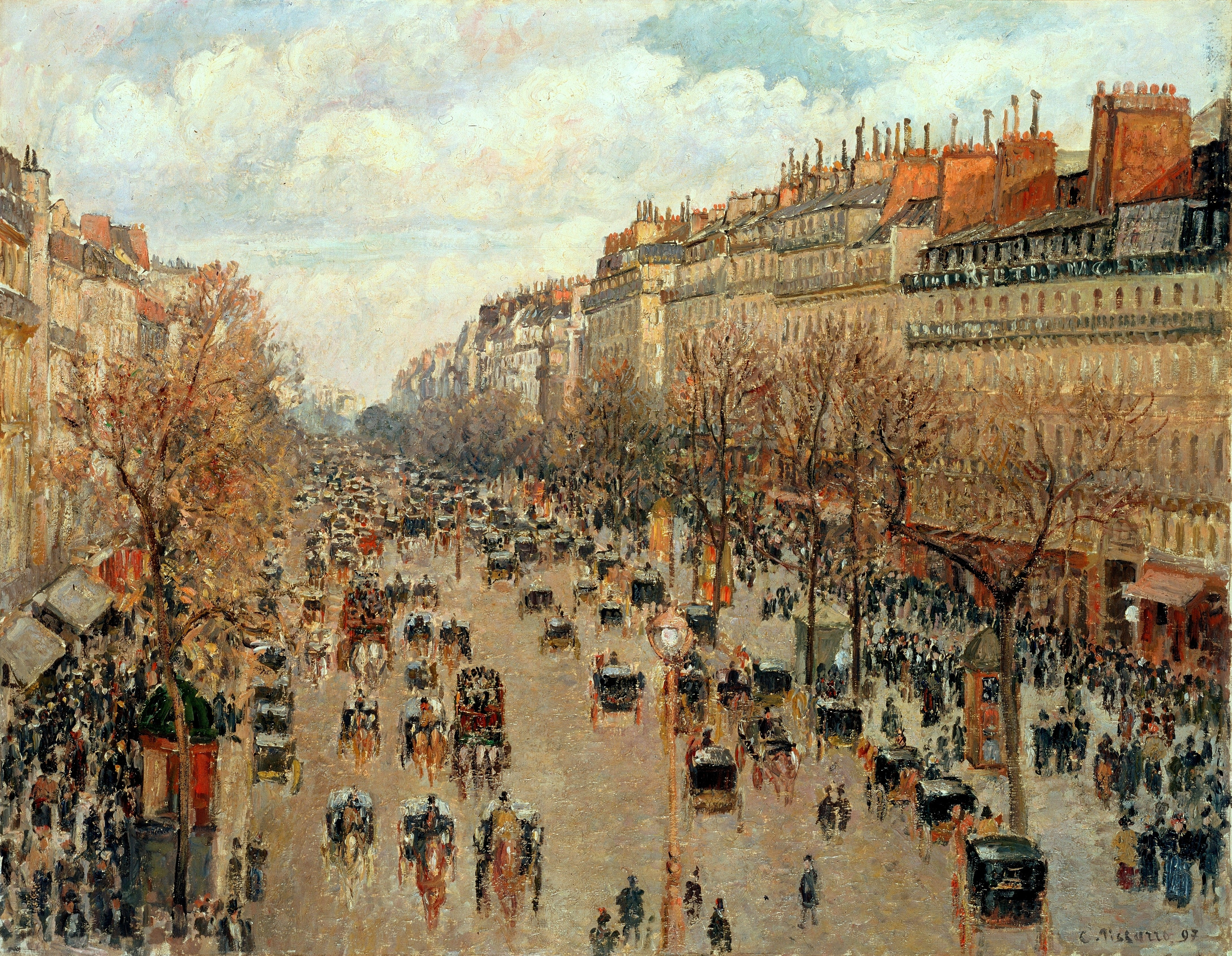
Boulevard Montmarte, 1897, Hermitage, Sint-Petersburg
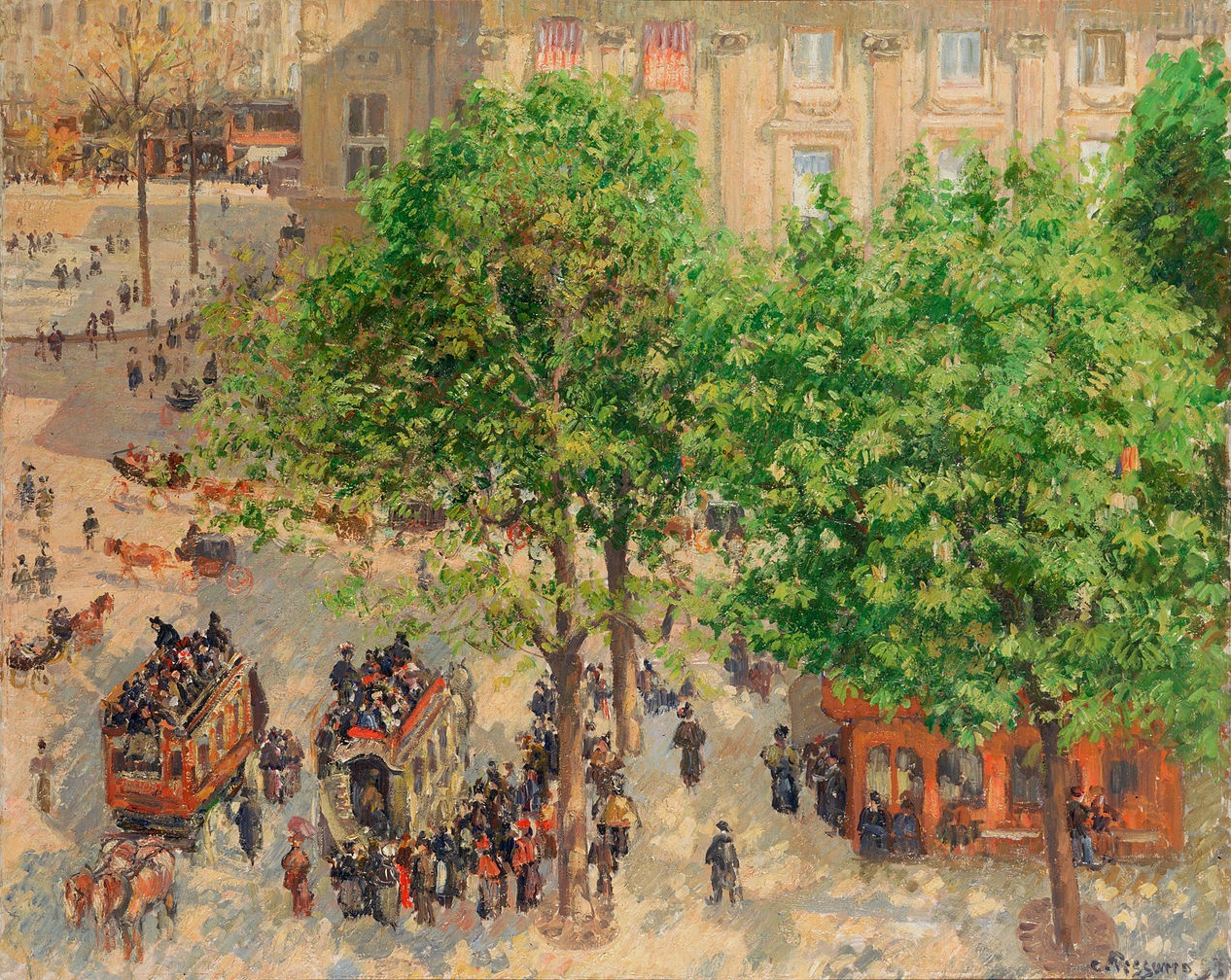
Place du Théatre Français - printemps, 1898, Hermitage, Sint-Petersburg
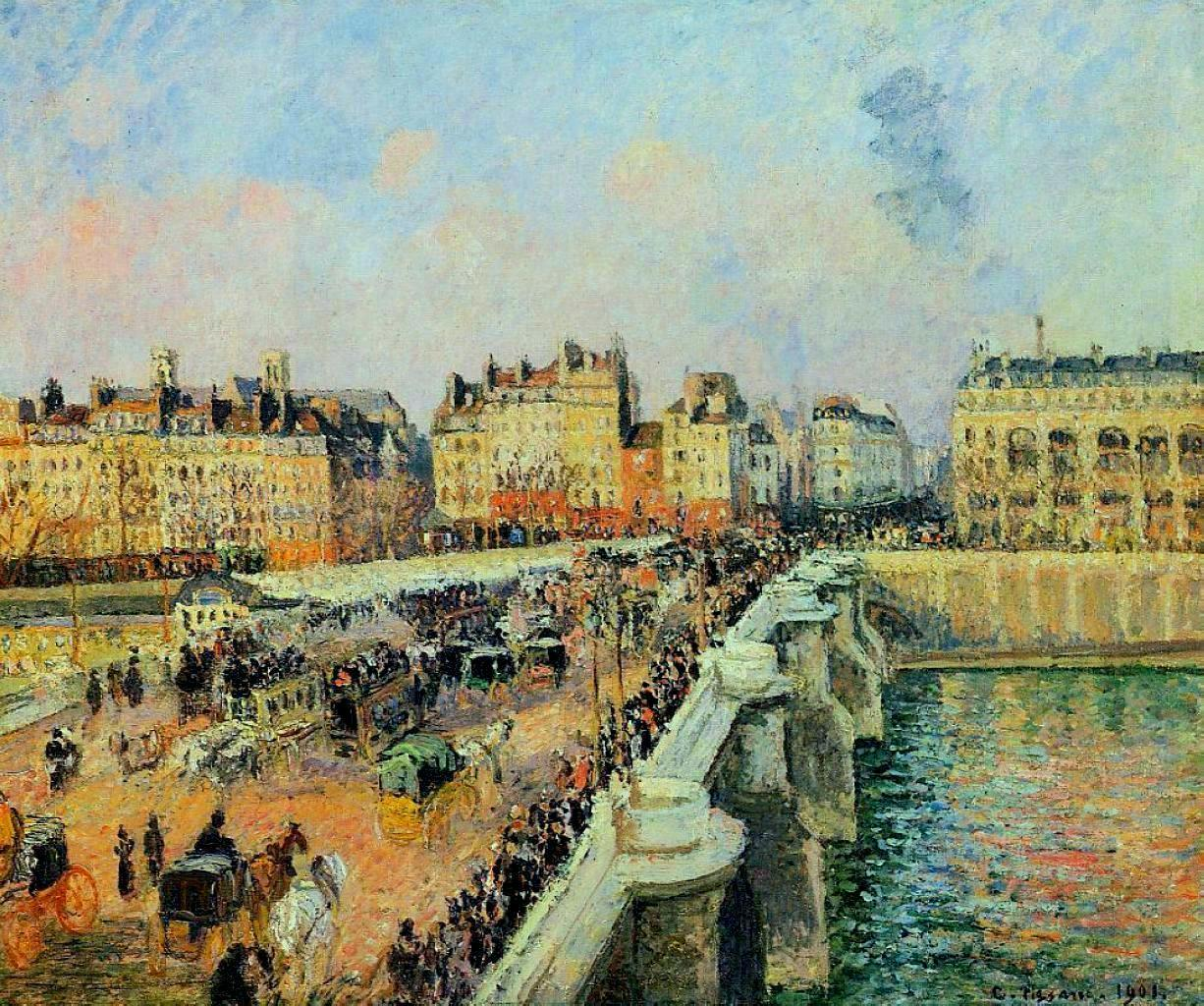
Le Pont Neuf, après-midi, 1901, Philadelphia Museum of Art

## Musea
De schilderijen van Camille Pissarro bevinden zich in diverse musea, onder andere in:
- Ashmolean Museum in Oxford
- Hermitage in Sint-Petersburg
- Louvre in Parijs
- Metropolitan Museum of Art in New York
- Musée d'Orsay in Parijs
- Museum of Fine Arts (Boston)
- Museum of Fine Arts (Houston)
- National Gallery in Londen
- Van Gogh Museum in Amsterdam[a]
- Kröller-Müller Museum in Otterlo

Pissarro was ook een uitmuntend tekenaar; een grote collectie van zijn tekeningen bevindt zich in het Ashmolean Museum in Oxford.